# Andrei Alexandrowitsch Murnin
Andrei Alexandrowitsch Murnin (russisch Андрей Александрович Мурнин; * 11. Mai 1985 in Saratow) ist ein russischer ehemaliger Fußballspieler.

## Karriere
Murnin begann seine Karriere bei Saljut Saratow. Zur Saison 2005 wechselte er zum Zweitligisten PFK Sokol Saratow. Sein Debüt in der Perwenstwo FNL gab er im März 2005 gegen den FK SKA-Energija Chabarowsk. In seiner ersten Zweitligaspielzeit kam er zu 35 Einsätzen, in denen er drei Tore erzielte. Mit Sokol stieg er allerdings zu Saisonende als Tabellenletzter aus der zweiten Liga ab. Daraufhin wechselte Murnin zur Saison 2006 zum Zweitligisten FK Saljut Belgorod. In der Saison 2006 absolvierte der Mittelfeldspieler 40 Zweitligapartien in Belgorod. Nach weiteren 20 Einsätzen in der Saison 2007 wurde er im August 2007 innerhalb der Liga an SKA-Energija Chabarowsk verliehen. Für SKA-Energija absolvierte er bis Saisonende 16 Spiele und machte dabei fünf Tore. Nach dem Ende der Leihe wurde Murnin zur Saison 2008 fest unter Vertrag genommen. In den folgenden fünfeinhalb Spielzeiten absolvierte er 177 Zweitligapartien in Chabarowsk.
Im Februar 2014 wechselte er zum Drittligisten FK Tosno. Für Tosno absolvierte er bis zum Ende der Saison 2013/14 zehn Partien in der Perwenstwo PFL, mit dem Verein stieg er zu Saisonende in die Perwenstwo FNL auf. Nach 16 Zweitligaeinsätzen für Tosno schloss er sich im Januar 2015 dem Drittligisten FK Fakel Woronesch an. Für Fakel kam er bis zum Ende der Spielzeit 2014/15 in neun Drittligapartien zum Einsatz, auch mit diesem Verein stieg er prompt in die Perwenstwo FNL auf. In seiner ersten Saison mit Woronesch in der zweiten Liga kam er zu 36 Einsätzen, zudem übernahm er nach dem Karriereende von Pawel Mogilewski in der Winterpause auch das Kapitänsamt bei Fakel. In der Saison 2016/17 kam er zu 23 weiteren Einsätzen, ehe er im Februar 2017 zum Ligakonkurrenten FK Tambow wechselte. In Tambow kam er bis Saisonende zu 14 Einsätzen. In der Spielzeit 2017/18 spielte er 36 Mal in der zweiten Liga, 2018/19 kam er 17 Mal zum Einsatz. Am Ende jener Saison stieg er mit Tambow in die Premjer-Liga auf.
Nach dem Aufstieg wechselte Murnin allerdings zur Saison 2019/20 zum Zweitligisten FK Chimki. In Chimki kam er in seiner ersten Saison bis zum Saisonabbruch zu acht Einsätzen in der Perwenstwo FNL. Nach Saisonende stieg er auch mit Chimki in die Premjer-Liga auf. Nach dem Aufstieg debütierte er im August 2020 gegen den FK Sotschi in Russlands höchster Spielklasse. In der Premjer-Liga kam er zu insgesamt vier Einsätzen für Chimki. Im Juli 2021 wechselte Murnin zum Drittligisten Chimik Dserschinsk. Nach einem Einsatz verließ er Chimik allerdings noch im selben Monat wieder. Nachdem er fast ein Jahr lang keinen neuen Verein gefunden hatte, beendete er im Juni 2022 seine aktive Karriere.